# Eselsmühle (Rüdenhausen)
Die Eselsmühle (auch Brückleinsmühle, Seemühle) ist eine Einöde auf der Gemarkung des Marktes Rüdenhausen im unterfränkischen Landkreis Kitzingen.

## Geografische Lage
Die Eselsmühle liegt im äußersten Südwesten des Rüdenhäuser Gemeindegebiets am Gründleinsbach. Im Norden, entlang des Baches, befindet sich die Pulvermühle auf Rüdenhäuser Gemarkung, Rüdenhausen liegt im Nordosten. Östlich geht die Gemarkung in die von Castell über. Im Süden, ebenfalls am Gründleinsbach, liegt der Gemeindeteil Dinkelmühle mit zwei unbenannten Seen. Im Westen schließt das Gemeindegebiet von Wiesenbronn an die Eselsmühle an.

## Geschichte
Die Eselsmühle wurde im Jahr 1591 erstmals urkundlich erwähnt. Es ist allerdings davon auszugehen, dass die Mühle wesentlich älter ist. Der Eigentümer der Mühle unterzeichnete im Jahr 1591 einen Vertrag mit der Gemeinde Rüdenhausen. Bis zum Jahr 1850 war die Mühle Teil des Pfarr- und Schulsprengels Castell, ehe sie zu Rüdenhausen kam. Im Jahr 1944 wurde der Mühlenbetrieb eingestellt. Überlieferte Namen der Mühle sind: „Eßelmühl“, „Brückleinsmühle“, „Mühl zum steinen Prücklein“ und „Seemühle“.

## Sehenswürdigkeiten
Das Mühlengebäude ist als Baudenkmal des Bayerischen Landesamtes für Denkmalpflege eingeordnet. Die Anlage besteht aus mehreren Baulichkeiten um einen Innenhof. Erhalten sind Gebäude aus dem 19. Jahrhundert, die allerdings auf älteren Fundamenten stehen. Daneben besteht das Baudenkmal aus mehreren Wirtschaftsgebäuden und einer Scheune.